# Lista di asteroidi (490001-491000)
Di seguito una lista di asteroidi dal numero 490001 al 491000 con data di scoperta e scopritore.

## 490001-490100
| Nome     | Designazione provvisoria | Data di scoperta  | Scopritore        |
| -------- | ------------------------ | ----------------- | ----------------- |
| 490001 - | 2008 SZ201               | 26 settembre 2008 | Spacewatch        |
| 490002 - | 2008 SJ205               | 26 settembre 2008 | Spacewatch        |
| 490003 - | 2008 SB206               | 26 settembre 2008 | Spacewatch        |
| 490004 - | 2008 ST208               | 27 settembre 2008 | Mt. Lemmon Survey |
| 490005 - | 2008 SL218               | 30 settembre 2008 | OAM               |
| 490006 - | 2008 ST218               | 30 settembre 2008 | OAM               |
| 490007 - | 2008 SF224               | 26 settembre 2008 | Spacewatch        |
| 490008 - | 2008 SU231               | 5 settembre 2008  | Spacewatch        |
| 490009 - | 2008 SR233               | 28 settembre 2008 | Mt. Lemmon Survey |
| 490010 - | 2008 SZ236               | 7 settembre 2008  | Mt. Lemmon Survey |
| 490011 - | 2008 SS237               | 20 settembre 2008 | Mt. Lemmon Survey |
| 490012 - | 2008 SC238               | 21 settembre 2008 | Spacewatch        |
| 490013 - | 2008 SV243               | 30 settembre 2008 | Mt. Lemmon Survey |
| 490014 - | 2008 SE245               | 5 settembre 2008  | Spacewatch        |
| 490015 - | 2008 SM250               | 23 settembre 2008 | Spacewatch        |
| 490016 - | 2008 SE257               | 22 settembre 2008 | Spacewatch        |
| 490017 - | 2008 SB260               | 23 settembre 2008 | Mt. Lemmon Survey |
| 490018 - | 2008 SF265               | 26 settembre 2008 | Spacewatch        |
| 490019 - | 2008 SN267               | 23 settembre 2008 | Spacewatch        |
| 490020 - | 2008 SE270               | 23 settembre 2008 | Spacewatch        |
| 490021 - | 2008 SJ270               | 24 settembre 2008 | Spacewatch        |
| 490022 - | 2008 SK270               | 24 settembre 2008 | Mt. Lemmon Survey |
| 490023 - | 2008 SS277               | 25 settembre 2008 | Spacewatch        |
| 490024 - | 2008 SN281               | 22 settembre 2008 | Mt. Lemmon Survey |
| 490025 - | 2008 SA283               | 20 settembre 2008 | Spacewatch        |
| 490026 - | 2008 SH288               | 23 settembre 2008 | Spacewatch        |
| 490027 - | 2008 SG290               | 29 settembre 2008 | CSS               |
| 490028 - | 2008 SS299               | 22 settembre 2008 | Spacewatch        |
| 490029 - | 2008 SH302               | 23 settembre 2008 | Spacewatch        |
| 490030 - | 2008 ST304               | 25 settembre 2008 | Spacewatch        |
| 490031 - | 2008 TT3                 | 6 ottobre 2008    | CSS               |
| 490032 - | 2008 TQ4                 | 1º ottobre 2008   | OAM               |
| 490033 - | 2008 TB7                 | 4 settembre 2008  | Spacewatch        |
| 490034 - | 2008 TO16                | 23 settembre 2008 | Spacewatch        |
| 490035 - | 2008 TP16                | 5 settembre 2008  | Spacewatch        |
| 490036 - | 2008 TV16                | 23 settembre 2008 | Spacewatch        |
| 490037 - | 2008 TE18                | 1º ottobre 2008   | Mt. Lemmon Survey |
| 490038 - | 2008 TY19                | 6 settembre 2008  | Mt. Lemmon Survey |
| 490039 - | 2008 TO20                | 1º ottobre 2008   | Mt. Lemmon Survey |
| 490040 - | 2008 TB22                | 1º ottobre 2008   | Mt. Lemmon Survey |
| 490041 - | 2008 TH30                | 1º ottobre 2008   | Spacewatch        |
| 490042 - | 2008 TM36                | 2 settembre 2008  | Spacewatch        |
| 490043 - | 2008 TK41                | 24 settembre 2008 | Mt. Lemmon Survey |
| 490044 - | 2008 TR51                | 24 settembre 2008 | Spacewatch        |
| 490045 - | 2008 TS51                | 2 ottobre 2008    | Spacewatch        |
| 490046 - | 2008 TQ61                | 2 ottobre 2008    | Spacewatch        |
| 490047 - | 2008 TX61                | 2 ottobre 2008    | Spacewatch        |
| 490048 - | 2008 TH65                | 2 ottobre 2008    | CSS               |
| 490049 - | 2008 TN71                | 2 ottobre 2008    | Spacewatch        |
| 490050 - | 2008 TQ73                | 23 settembre 2008 | Mt. Lemmon Survey |
| 490051 - | 2008 TW74                | 22 settembre 2008 | Mt. Lemmon Survey |
| 490052 - | 2008 TY74                | 7 settembre 2008  | Mt. Lemmon Survey |
| 490053 - | 2008 TL75                | 2 ottobre 2008    | Spacewatch        |
| 490054 - | 2008 TH80                | 23 marzo 2006     | Spacewatch        |
| 490055 - | 2008 TQ84                | 6 settembre 2008  | Mt. Lemmon Survey |
| 490056 - | 2008 TB86                | 2 settembre 2008  | Spacewatch        |
| 490057 - | 2008 TF86                | 2 settembre 2008  | Spacewatch        |
| 490058 - | 2008 TG86                | 3 ottobre 2008    | Mt. Lemmon Survey |
| 490059 - | 2008 TQ88                | 23 settembre 2008 | Spacewatch        |
| 490060 - | 2008 TC90                | 26 settembre 1998 | Spacewatch        |
| 490061 - | 2008 TT96                | 25 settembre 2008 | Spacewatch        |
| 490062 - | 2008 TL97                | 5 settembre 2008  | Spacewatch        |
| 490063 - | 2008 TX99                | 24 settembre 2008 | Spacewatch        |
| 490064 - | 2008 TZ100               | 24 settembre 2008 | Spacewatch        |
| 490065 - | 2008 TO102               | 6 ottobre 2008    | Spacewatch        |
| 490066 - | 2008 TN103               | 6 ottobre 2008    | CSS               |
| 490067 - | 2008 TF104               | 22 settembre 2008 | Spacewatch        |
| 490068 - | 2008 TE113               | 6 ottobre 2008    | Spacewatch        |
| 490069 - | 2008 TA114               | 2 ottobre 2008    | Spacewatch        |
| 490070 - | 2008 TM116               | 22 settembre 2008 | Spacewatch        |
| 490071 - | 2008 TQ117               | 6 ottobre 2008    | Spacewatch        |
| 490072 - | 2008 TU119               | 21 settembre 2008 | Spacewatch        |
| 490073 - | 2008 TX121               | 7 ottobre 2008    | CSS               |
| 490074 - | 2008 TC124               | 4 settembre 2008  | Spacewatch        |
| 490075 - | 2008 TD131               | 6 settembre 2008  | Mt. Lemmon Survey |
| 490076 - | 2008 TM135               | 26 settembre 2008 | Spacewatch        |
| 490077 - | 2008 TR145               | 9 ottobre 2008    | Mt. Lemmon Survey |
| 490078 - | 2008 TG146               | 2 settembre 2008  | Spacewatch        |
| 490079 - | 2008 TO147               | 23 settembre 2008 | Mt. Lemmon Survey |
| 490080 - | 2008 TL150               | 9 ottobre 2008    | Mt. Lemmon Survey |
| 490081 - | 2008 TX150               | 28 settembre 2008 | Mt. Lemmon Survey |
| 490082 - | 2008 TC161               | 1º ottobre 2008   | Mt. Lemmon Survey |
| 490083 - | 2008 TV163               | 1º ottobre 2008   | Spacewatch        |
| 490084 - | 2008 TP166               | 7 ottobre 2008    | Spacewatch        |
| 490085 - | 2008 TC168               | 1º ottobre 2008   | Spacewatch        |
| 490086 - | 2008 TF173               | 2 ottobre 2008    | Spacewatch        |
| 490087 - | 2008 TP177               | 1º ottobre 2008   | CSS               |
| 490088 - | 2008 TD184               | 6 ottobre 2008    | OAM               |
| 490089 - | 2008 TE184               | 6 ottobre 2008    | Spacewatch        |
| 490090 - | 2008 UN                  | 9 ottobre 2008    | Spacewatch        |
| 490091 - | 2008 US8                 | 17 ottobre 2008   | Spacewatch        |
| 490092 - | 2008 UJ11                | 3 ottobre 2008    | Mt. Lemmon Survey |
| 490093 - | 2008 UG22                | 20 settembre 2008 | Spacewatch        |
| 490094 - | 2008 UX22                | 7 ottobre 2008    | Spacewatch        |
| 490095 - | 2008 UN23                | 20 settembre 2008 | Mt. Lemmon Survey |
| 490096 - | 2008 UT24                | 25 settembre 2008 | Spacewatch        |
| 490097 - | 2008 UW26                | 20 ottobre 2008   | Spacewatch        |
| 490098 - | 2008 UL27                | 29 settembre 2008 | Spacewatch        |
| 490099 - | 2008 UT27                | 20 ottobre 2008   | Spacewatch        |
| 490100 - | 2008 UR28                | 20 ottobre 2008   | Spacewatch        |

## 490101-490200
| Nome     | Designazione provvisoria | Data di scoperta  | Scopritore        |
| -------- | ------------------------ | ----------------- | ----------------- |
| 490101 - | 2008 UV29                | 29 settembre 2008 | CSS               |
| 490102 - | 2008 UW30                | 20 ottobre 2008   | Spacewatch        |
| 490103 - | 2008 UD32                | 20 ottobre 2008   | Spacewatch        |
| 490104 - | 2008 UQ35                | 1º ottobre 2008   | Spacewatch        |
| 490105 - | 2008 UH36                | 20 ottobre 2008   | Spacewatch        |
| 490106 - | 2008 UM36                | 20 ottobre 2008   | Spacewatch        |
| 490107 - | 2008 UQ38                | 20 ottobre 2008   | Spacewatch        |
| 490108 - | 2008 UR41                | 22 settembre 2008 | Mt. Lemmon Survey |
| 490109 - | 2008 UW41                | 20 ottobre 2008   | Spacewatch        |
| 490110 - | 2008 UA42                | 25 settembre 2008 | Mt. Lemmon Survey |
| 490111 - | 2008 UY43                | 21 settembre 2008 | Spacewatch        |
| 490112 - | 2008 UD49                | 22 settembre 2008 | Mt. Lemmon Survey |
| 490113 - | 2008 UM49                | 26 settembre 2008 | Spacewatch        |
| 490114 - | 2008 UL50                | 20 ottobre 2008   | Mt. Lemmon Survey |
| 490115 - | 2008 UH52                | 3 ottobre 2008    | Mt. Lemmon Survey |
| 490116 - | 2008 UE67                | 21 ottobre 2008   | Spacewatch        |
| 490117 - | 2008 UB72                | 21 ottobre 2008   | Spacewatch        |
| 490118 - | 2008 UJ75                | 21 ottobre 2008   | Spacewatch        |
| 490119 - | 2008 UN75                | 21 ottobre 2008   | Spacewatch        |
| 490120 - | 2008 UK77                | 21 ottobre 2008   | Spacewatch        |
| 490121 - | 2008 UZ79                | 22 ottobre 2008   | Spacewatch        |
| 490122 - | 2008 UY80                | 22 settembre 2008 | Spacewatch        |
| 490123 - | 2008 UB87                | 23 ottobre 2008   | Mt. Lemmon Survey |
| 490124 - | 2008 UE87                | 29 settembre 2008 | Spacewatch        |
| 490125 - | 2008 UM87                | 23 ottobre 2008   | Spacewatch        |
| 490126 - | 2008 UZ93                | 6 settembre 2008  | CSS               |
| 490127 - | 2008 UN101               | 14 marzo 2007     | Mt. Lemmon Survey |
| 490128 - | 2008 UB102               | 9 ottobre 2008    | Spacewatch        |
| 490129 - | 2008 UZ104               | 20 ottobre 2008   | Mt. Lemmon Survey |
| 490130 - | 2008 UO108               | 21 ottobre 2008   | Spacewatch        |
| 490131 - | 2008 UM119               | 22 ottobre 2008   | Spacewatch        |
| 490132 - | 2008 UT120               | 22 ottobre 2008   | Spacewatch        |
| 490133 - | 2008 UA123               | 22 ottobre 2008   | Spacewatch        |
| 490134 - | 2008 UW124               | 22 ottobre 2008   | Spacewatch        |
| 490135 - | 2008 UY124               | 22 ottobre 2008   | Spacewatch        |
| 490136 - | 2008 UE128               | 22 ottobre 2008   | Spacewatch        |
| 490137 - | 2008 UZ132               | 23 ottobre 2008   | Spacewatch        |
| 490138 - | 2008 UM139               | 6 settembre 2008  | Mt. Lemmon Survey |
| 490139 - | 2008 UQ143               | 22 settembre 2008 | Mt. Lemmon Survey |
| 490140 - | 2008 UA145               | 23 ottobre 2008   | Spacewatch        |
| 490141 - | 2008 UX146               | 22 settembre 2008 | Mt. Lemmon Survey |
| 490142 - | 2008 UY150               | 23 ottobre 2008   | Mt. Lemmon Survey |
| 490143 - | 2008 UZ150               | 22 settembre 2008 | Mt. Lemmon Survey |
| 490144 - | 2008 UX154               | 23 ottobre 2008   | Mt. Lemmon Survey |
| 490145 - | 2008 UY156               | 23 ottobre 2008   | Mt. Lemmon Survey |
| 490146 - | 2008 UW157               | 24 settembre 2008 | Mt. Lemmon Survey |
| 490147 - | 2008 UZ158               | 23 ottobre 2008   | Spacewatch        |
| 490148 - | 2008 UA159               | 23 ottobre 2008   | Spacewatch        |
| 490149 - | 2008 UM165               | 24 ottobre 2008   | Spacewatch        |
| 490150 - | 2008 UD175               | 24 ottobre 2008   | Spacewatch        |
| 490151 - | 2008 UW178               | 4 ottobre 2008    | OAM               |
| 490152 - | 2008 UM184               | 24 ottobre 2008   | Spacewatch        |
| 490153 - | 2008 UJ196               | 27 ottobre 2008   | Spacewatch        |
| 490154 - | 2008 UO196               | 6 settembre 2008  | Mt. Lemmon Survey |
| 490155 - | 2008 UP198               | 2 ottobre 2008    | Spacewatch        |
| 490156 - | 2008 UV199               | 6 settembre 2008  | Mt. Lemmon Survey |
| 490157 - | 2008 UY201               | 24 settembre 2008 | Mt. Lemmon Survey |
| 490158 - | 2008 UB203               | 28 ottobre 2008   | LINEAR            |
| 490159 - | 2008 UE222               | 25 ottobre 2008   | Spacewatch        |
| 490160 - | 2008 UN229               | 25 ottobre 2008   | Spacewatch        |
| 490161 - | 2008 UZ230               | 5 settembre 2008  | Spacewatch        |
| 490162 - | 2008 UN236               | 29 settembre 2008 | Mt. Lemmon Survey |
| 490163 - | 2008 UW240               | 26 ottobre 2008   | Spacewatch        |
| 490164 - | 2008 UN243               | 22 ottobre 2008   | Spacewatch        |
| 490165 - | 2008 UP245               | 26 ottobre 2008   | Spacewatch        |
| 490166 - | 2008 UZ247               | 26 ottobre 2008   | Spacewatch        |
| 490167 - | 2008 UP248               | 26 ottobre 2008   | Spacewatch        |
| 490168 - | 2008 UG250               | 8 ottobre 2008    | Spacewatch        |
| 490169 - | 2008 UP250               | 27 ottobre 2008   | Spacewatch        |
| 490170 - | 2008 UD252               | 27 ottobre 2008   | Spacewatch        |
| 490171 - | 2008 UD253               | 27 ottobre 2008   | Mt. Lemmon Survey |
| 490172 - | 2008 UJ253               | 6 settembre 2008  | Mt. Lemmon Survey |
| 490173 - | 2008 UO255               | 21 settembre 2008 | CSS               |
| 490174 - | 2008 UR256               | 27 ottobre 2008   | Spacewatch        |
| 490175 - | 2008 UB259               | 27 ottobre 2008   | Spacewatch        |
| 490176 - | 2008 UT260               | 27 ottobre 2008   | Mt. Lemmon Survey |
| 490177 - | 2008 UV269               | 24 settembre 2008 | Mt. Lemmon Survey |
| 490178 - | 2008 UO272               | 28 ottobre 2008   | Mt. Lemmon Survey |
| 490179 - | 2008 UW272               | 28 ottobre 2008   | Spacewatch        |
| 490180 - | 2008 UJ275               | 28 ottobre 2008   | Spacewatch        |
| 490181 - | 2008 UN277               | 28 ottobre 2008   | Mt. Lemmon Survey |
| 490182 - | 2008 UF283               | 14 aprile 2007    | Spacewatch        |
| 490183 - | 2008 UL283               | 29 settembre 2008 | Spacewatch        |
| 490184 - | 2008 UD285               | 7 ottobre 2008    | Spacewatch        |
| 490185 - | 2008 US289               | 28 ottobre 2008   | Spacewatch        |
| 490186 - | 2008 UZ299               | 24 febbraio 2006  | Spacewatch        |
| 490187 - | 2008 UW302               | 21 ottobre 2008   | Spacewatch        |
| 490188 - | 2008 UT303               | 29 ottobre 2008   | Spacewatch        |
| 490189 - | 2008 UJ305               | 2 settembre 2008  | Spacewatch        |
| 490190 - | 2008 UD309               | 6 settembre 2008  | Mt. Lemmon Survey |
| 490191 - | 2008 UR314               | 20 ottobre 2008   | Spacewatch        |
| 490192 - | 2008 UC315               | 30 ottobre 2008   | Spacewatch        |
| 490193 - | 2008 UP317               | 20 settembre 2008 | Mt. Lemmon Survey |
| 490194 - | 2008 UJ321               | 22 settembre 2008 | Mt. Lemmon Survey |
| 490195 - | 2008 UT324               | 23 settembre 2008 | Spacewatch        |
| 490196 - | 2008 UH327               | 5 settembre 2008  | LINEAR            |
| 490197 - | 2008 UT328               | 30 ottobre 2008   | Spacewatch        |
| 490198 - | 2008 UC331               | 31 ottobre 2008   | Mt. Lemmon Survey |
| 490199 - | 2008 UH337               | 21 ottobre 2008   | Spacewatch        |
| 490200 - | 2008 US339               | 2 ottobre 1995    | Spacewatch        |

## 490201-490300
| Nome     | Designazione provvisoria | Data di scoperta  | Scopritore        |
| -------- | ------------------------ | ----------------- | ----------------- |
| 490201 - | 2008 UQ352               | 21 ottobre 2008   | Mt. Lemmon Survey |
| 490202 - | 2008 UC353               | 24 ottobre 2008   | Spacewatch        |
| 490203 - | 2008 UX353               | 21 ottobre 2008   | Mt. Lemmon Survey |
| 490204 - | 2008 UV354               | 28 ottobre 2008   | Spacewatch        |
| 490205 - | 2008 UO355               | 24 ottobre 2008   | Spacewatch        |
| 490206 - | 2008 UW356               | 23 ottobre 2008   | Mt. Lemmon Survey |
| 490207 - | 2008 UN359               | 28 ottobre 2008   | Spacewatch        |
| 490208 - | 2008 UW359               | 28 ottobre 2008   | Spacewatch        |
| 490209 - | 2008 UE361               | 25 ottobre 2008   | CSS               |
| 490210 - | 2008 UD366               | 19 ottobre 2008   | Spacewatch        |
| 490211 - | 2008 UQ368               | 25 ottobre 2008   | Mt. Lemmon Survey |
| 490212 - | 2008 VP                  | 26 ottobre 2008   | Spacewatch        |
| 490213 - | 2008 VZ1                 | 22 ottobre 2008   | Spacewatch        |
| 490214 - | 2008 VF4                 | 21 ottobre 2008   | Spacewatch        |
| 490215 - | 2008 VJ5                 | 6 ottobre 2008    | Spacewatch        |
| 490216 - | 2008 VV10                | 22 settembre 2008 | Mt. Lemmon Survey |
| 490217 - | 2008 VJ12                | 10 ottobre 2008   | Mt. Lemmon Survey |
| 490218 - | 2008 VS13                | 7 novembre 2008   | Andrushivka       |
| 490219 - | 2008 VN19                | 7 ottobre 2008    | Mt. Lemmon Survey |
| 490220 - | 2008 VK32                | 2 novembre 2008   | Mt. Lemmon Survey |
| 490221 - | 2008 VU33                | 2 novembre 2008   | Mt. Lemmon Survey |
| 490222 - | 2008 VC44                | 22 ottobre 2008   | Spacewatch        |
| 490223 - | 2008 VM53                | 22 settembre 2008 | Mt. Lemmon Survey |
| 490224 - | 2008 VV53                | 6 novembre 2008   | Mt. Lemmon Survey |
| 490225 - | 2008 VC54                | 26 ottobre 2008   | Spacewatch        |
| 490226 - | 2008 VH54                | 6 novembre 2008   | Spacewatch        |
| 490227 - | 2008 VR62                | 2 ottobre 2008    | Mt. Lemmon Survey |
| 490228 - | 2008 VS69                | 27 ottobre 2008   | Spacewatch        |
| 490229 - | 2008 VN79                | 7 novembre 2008   | Mt. Lemmon Survey |
| 490230 - | 2008 WK2                 | 27 settembre 2008 | Mt. Lemmon Survey |
| 490231 - | 2008 WD5                 | 7 ottobre 2008    | Spacewatch        |
| 490232 - | 2008 WS15                | 6 settembre 2008  | Mt. Lemmon Survey |
| 490233 - | 2008 WG17                | 10 ottobre 2008   | Mt. Lemmon Survey |
| 490234 - | 2008 WK25                | 7 novembre 2008   | Mt. Lemmon Survey |
| 490235 - | 2008 WX34                | 8 novembre 2008   | Mt. Lemmon Survey |
| 490236 - | 2008 WJ36                | 24 ottobre 2008   | Spacewatch        |
| 490237 - | 2008 WO38                | 17 novembre 2008  | Spacewatch        |
| 490238 - | 2008 WN39                | 23 ottobre 2008   | Mt. Lemmon Survey |
| 490239 - | 2008 WV44                | 26 ottobre 2008   | Spacewatch        |
| 490240 - | 2008 WH46                | 17 novembre 2008  | Spacewatch        |
| 490241 - | 2008 WA47                | 17 novembre 2008  | Spacewatch        |
| 490242 - | 2008 WN53                | 19 novembre 2008  | Spacewatch        |
| 490243 - | 2008 WR59                | 1º novembre 2008  | Mt. Lemmon Survey |
| 490244 - | 2008 WH66                | 29 ottobre 2008   | Spacewatch        |
| 490245 - | 2008 WB73                | 19 novembre 2008  | Mt. Lemmon Survey |
| 490246 - | 2008 WF81                | 20 novembre 2008  | Spacewatch        |
| 490247 - | 2008 WK85                | 20 novembre 2008  | Spacewatch        |
| 490248 - | 2008 WV86                | 23 ottobre 2008   | Spacewatch        |
| 490249 - | 2008 WB92                | 7 novembre 2008   | Mt. Lemmon Survey |
| 490250 - | 2008 WS95                | 8 ottobre 2008    | Mt. Lemmon Survey |
| 490251 - | 2008 WY103               | 30 novembre 2008  | CSS               |
| 490252 - | 2008 WH107               | 23 settembre 2008 | Mt. Lemmon Survey |
| 490253 - | 2008 WW110               | 21 novembre 2008  | Spacewatch        |
| 490254 - | 2008 WC114               | 17 novembre 2008  | Spacewatch        |
| 490255 - | 2008 WC120               | 30 novembre 2008  | Spacewatch        |
| 490256 - | 2008 WY137               | 10 ottobre 2008   | Mt. Lemmon Survey |
| 490257 - | 2008 WQ138               | 19 novembre 2008  | Mt. Lemmon Survey |
| 490258 - | 2008 WE141               | 21 novembre 2008  | Mt. Lemmon Survey |
| 490259 - | 2008 XB12                | 29 settembre 2008 | Mt. Lemmon Survey |
| 490260 - | 2008 XA14                | 21 ottobre 2008   | Spacewatch        |
| 490261 - | 2008 XR18                | 19 novembre 2008  | Spacewatch        |
| 490262 - | 2008 XA38                | 20 novembre 2008  | Spacewatch        |
| 490263 - | 2008 XF39                | 2 dicembre 2008   | Spacewatch        |
| 490264 - | 2008 YS10                | 30 novembre 2008  | Mt. Lemmon Survey |
| 490265 - | 2008 YP11                | 30 novembre 2008  | Spacewatch        |
| 490266 - | 2008 YT12                | 6 novembre 2008   | Mt. Lemmon Survey |
| 490267 - | 2008 YX15                | 20 novembre 2008  | Mt. Lemmon Survey |
| 490268 - | 2008 YM17                | 21 dicembre 2008  | Mt. Lemmon Survey |
| 490269 - | 2008 YP17                | 21 dicembre 2008  | Mt. Lemmon Survey |
| 490270 - | 2008 YH36                | 24 novembre 2008  | Mt. Lemmon Survey |
| 490271 - | 2008 YR42                | 29 dicembre 2008  | Spacewatch        |
| 490272 - | 2008 YY42                | 19 novembre 2008  | Mt. Lemmon Survey |
| 490273 - | 2008 YC48                | 29 dicembre 2008  | Mt. Lemmon Survey |
| 490274 - | 2008 YJ48                | 21 novembre 2008  | Mt. Lemmon Survey |
| 490275 - | 2008 YT48                | 29 dicembre 2008  | Mt. Lemmon Survey |
| 490276 - | 2008 YU48                | 29 dicembre 2008  | Mt. Lemmon Survey |
| 490277 - | 2008 YG51                | 29 dicembre 2008  | Mt. Lemmon Survey |
| 490278 - | 2008 YB56                | 6 novembre 2008   | Mt. Lemmon Survey |
| 490279 - | 2008 YW74                | 30 dicembre 2008  | Spacewatch        |
| 490280 - | 2008 YL83                | 19 novembre 2008  | Mt. Lemmon Survey |
| 490281 - | 2008 YU100               | 29 dicembre 2008  | Spacewatch        |
| 490282 - | 2008 YK102               | 29 dicembre 2008  | Spacewatch        |
| 490283 - | 2008 YJ104               | 22 dicembre 2008  | Spacewatch        |
| 490284 - | 2008 YS105               | 21 dicembre 2008  | Mt. Lemmon Survey |
| 490285 - | 2008 YD113               | 21 dicembre 2008  | Spacewatch        |
| 490286 - | 2008 YL117               | 8 novembre 2008   | Mt. Lemmon Survey |
| 490287 - | 2008 YX117               | 29 dicembre 2008  | Mt. Lemmon Survey |
| 490288 - | 2008 YC124               | 30 dicembre 2008  | Spacewatch        |
| 490289 - | 2008 YS125               | 30 dicembre 2008  | Spacewatch        |
| 490290 - | 2008 YM126               | 22 dicembre 2008  | Spacewatch        |
| 490291 - | 2008 YY126               | 30 dicembre 2008  | Spacewatch        |
| 490292 - | 2008 YD132               | 31 dicembre 2008  | Spacewatch        |
| 490293 - | 2008 YR135               | 22 dicembre 2008  | Spacewatch        |
| 490294 - | 2008 YZ135               | 2 dicembre 2008   | Spacewatch        |
| 490295 - | 2008 YC140               | 22 dicembre 2008  | Spacewatch        |
| 490296 - | 2008 YY143               | 22 dicembre 2008  | Mt. Lemmon Survey |
| 490297 - | 2008 YR160               | 30 dicembre 2008  | Mt. Lemmon Survey |
| 490298 - | 2008 YM170               | 29 dicembre 2008  | Spacewatch        |
| 490299 - | 2009 AK9                 | 5 dicembre 2008   | Mt. Lemmon Survey |
| 490300 - | 2009 AX11                | 22 dicembre 2008  | Spacewatch        |

## 490301-490400
| Nome     | Designazione provvisoria | Data di scoperta  | Scopritore        |
| -------- | ------------------------ | ----------------- | ----------------- |
| 490301 - | 2009 AJ15                | 30 novembre 2008  | CSS               |
| 490302 - | 2009 AG23                | 24 novembre 2008  | Mt. Lemmon Survey |
| 490303 - | 2009 AY24                | 3 gennaio 2009    | Spacewatch        |
| 490304 - | 2009 AY25                | 2 gennaio 2009    | Spacewatch        |
| 490305 - | 2009 BK22                | 1º gennaio 2009   | Mt. Lemmon Survey |
| 490306 - | 2009 BL30                | 29 dicembre 2008  | Spacewatch        |
| 490307 - | 2009 BH33                | 16 gennaio 2009   | Spacewatch        |
| 490308 - | 2009 BE38                | 16 gennaio 2009   | Spacewatch        |
| 490309 - | 2009 BH38                | 16 gennaio 2009   | Spacewatch        |
| 490310 - | 2009 BQ38                | 16 gennaio 2009   | Spacewatch        |
| 490311 - | 2009 BG40                | 16 gennaio 2009   | Spacewatch        |
| 490312 - | 2009 BS40                | 16 gennaio 2009   | Spacewatch        |
| 490313 - | 2009 BQ43                | 1º gennaio 2009   | Spacewatch        |
| 490314 - | 2009 BE51                | 29 dicembre 2008  | Mt. Lemmon Survey |
| 490315 - | 2009 BL57                | 22 dicembre 2008  | Mt. Lemmon Survey |
| 490316 - | 2009 BP64                | 20 gennaio 2009   | Spacewatch        |
| 490317 - | 2009 BF66                | 20 gennaio 2009   | Spacewatch        |
| 490318 - | 2009 BE67                | 16 gennaio 2009   | Spacewatch        |
| 490319 - | 2009 BC72                | 3 gennaio 2009    | Mt. Lemmon Survey |
| 490320 - | 2009 BM75                | 31 dicembre 2008  | Spacewatch        |
| 490321 - | 2009 BB80                | 31 gennaio 2009   | LINEAR            |
| 490322 - | 2009 BN95                | 2 gennaio 2009    | Mt. Lemmon Survey |
| 490323 - | 2009 BM119               | 21 dicembre 2008  | Spacewatch        |
| 490324 - | 2009 BF142               | 20 gennaio 2009   | Spacewatch        |
| 490325 - | 2009 BA149               | 31 gennaio 2009   | Spacewatch        |
| 490326 - | 2009 BW152               | 16 gennaio 2009   | Spacewatch        |
| 490327 - | 2009 BE159               | 31 gennaio 2009   | Spacewatch        |
| 490328 - | 2009 BS166               | 31 gennaio 2009   | Mt. Lemmon Survey |
| 490329 - | 2009 BZ173               | 25 gennaio 2009   | Spacewatch        |
| 490330 - | 2009 BZ179               | 16 gennaio 2005   | Spacewatch        |
| 490331 - | 2009 BJ182               | 17 gennaio 2009   | Spacewatch        |
| 490332 - | 2009 BE185               | 22 gennaio 2009   | LINEAR            |
| 490333 - | 2009 BY186               | 25 gennaio 2009   | Spacewatch        |
| 490334 - | 2009 CK                  | 29 dicembre 2008  | CSS               |
| 490335 - | 2009 CN25                | 11 ottobre 2007   | Spacewatch        |
| 490336 - | 2009 CC35                | 2 febbraio 2009   | Mt. Lemmon Survey |
| 490337 - | 2009 DE8                 | 30 dicembre 2008  | Mt. Lemmon Survey |
| 490338 - | 2009 DV26                | 22 febbraio 2009  | Hormuth, F.       |
| 490339 - | 2009 DN30                | 25 settembre 2006 | Spacewatch        |
| 490340 - | 2009 DO49                | 19 febbraio 2009  | Spacewatch        |
| 490341 - | 2009 DW59                | 22 febbraio 2009  | Spacewatch        |
| 490342 - | 2009 DL68                | 21 febbraio 2009  | Mt. Lemmon Survey |
| 490343 - | 2009 DD71                | 20 gennaio 2009   | Spacewatch        |
| 490344 - | 2009 DE81                | 3 febbraio 2009   | Mt. Lemmon Survey |
| 490345 - | 2009 DB104               | 26 febbraio 2009  | Mt. Lemmon Survey |
| 490346 - | 2009 DJ110               | 19 febbraio 2009  | OAM               |
| 490347 - | 2009 DE132               | 31 gennaio 2009   | Spacewatch        |
| 490348 - | 2009 DS139               | 17 febbraio 2009  | OAM               |
| 490349 - | 2009 EM                  | 22 febbraio 2009  | Spacewatch        |
| 490350 - | 2009 ES5                 | 1º marzo 2009     | Spacewatch        |
| 490351 - | 2009 EX8                 | 2 marzo 2009      | Spacewatch        |
| 490352 - | 2009 EY15                | 2 marzo 2009      | LINEAR            |
| 490353 - | 2009 EH19                | 19 gennaio 2009   | Mt. Lemmon Survey |
| 490354 - | 2009 FF19                | 21 marzo 2009     | Mt. Lemmon Survey |
| 490355 - | 2009 FQ28                | 18 marzo 2009     | CSS               |
| 490356 - | 2009 FM43                | 30 marzo 2009     | Tozzi, F.         |
| 490357 - | 2009 FM46                | 18 gennaio 2009   | Mt. Lemmon Survey |
| 490358 - | 2009 FP57                | 28 marzo 2009     | Spacewatch        |
| 490359 - | 2009 FM65                | 18 marzo 2009     | Mt. Lemmon Survey |
| 490360 - | 2009 FD72                | 17 marzo 2009     | Spacewatch        |
| 490361 - | 2009 HR11                | 18 aprile 2009    | Spacewatch        |
| 490362 - | 2009 HG20                | 18 aprile 2009    | Spacewatch        |
| 490363 - | 2009 HA24                | 30 dicembre 2007  | Spacewatch        |
| 490364 - | 2009 HO34                | 20 aprile 2009    | Mt. Lemmon Survey |
| 490365 - | 2009 HU34                | 17 marzo 2009     | Spacewatch        |
| 490366 - | 2009 HZ34                | 20 ottobre 2006   | Spacewatch        |
| 490367 - | 2009 HC37                | 17 aprile 2009    | Spacewatch        |
| 490368 - | 2009 HV50                | 27 febbraio 2009  | Mt. Lemmon Survey |
| 490369 - | 2009 HV73                | 29 marzo 2009     | CSS               |
| 490370 - | 2009 HV74                | 27 aprile 2009    | Mt. Lemmon Survey |
| 490371 - | 2009 HT84                | 23 aprile 2009    | Spacewatch        |
| 490372 - | 2009 JZ3                 | 23 aprile 2009    | Mt. Lemmon Survey |
| 490373 - | 2009 JY6                 | 13 maggio 2009    | Mt. Lemmon Survey |
| 490374 - | 2009 JT9                 | 14 maggio 2009    | Spacewatch        |
| 490375 - | 2009 JU9                 | 1º maggio 2009    | Mt. Lemmon Survey |
| 490376 - | 2009 JO17                | 1º maggio 2009    | Mt. Lemmon Survey |
| 490377 - | 2009 KY3                 | 2 maggio 2009     | OAM               |
| 490378 - | 2009 KJ23                | 15 maggio 2009    | Spacewatch        |
| 490379 - | 2009 KF24                | 1º maggio 2009    | Spacewatch        |
| 490380 - | 2009 LH                  | 23 aprile 2009    | Mt. Lemmon Survey |
| 490381 - | 2009 OE10                | 29 luglio 2009    | OAM               |
| 490382 - | 2009 OX19                | 28 luglio 2009    | OAM               |
| 490383 - | 2009 OK22                | 28 luglio 2009    | OAM               |
| 490384 - | 2009 ON23                | 27 luglio 2009    | Spacewatch        |
| 490385 - | 2009 PO2                 | 13 agosto 2009    | OAM               |
| 490386 - | 2009 PX2                 | 15 agosto 2009    | Ries, W.          |
| 490387 - | 2009 PS5                 | 29 settembre 2005 | Mt. Lemmon Survey |
| 490388 - | 2009 PP18                | 15 agosto 2009    | Spacewatch        |
| 490389 - | 2009 QK1                 | 16 agosto 2009    | OAM               |
| 490390 - | 2009 QA5                 | 16 agosto 2009    | OAM               |
| 490391 - | 2009 QT7                 | 18 agosto 2009    | Bickel, W.        |
| 490392 - | 2009 QH13                | 16 agosto 2009    | Spacewatch        |
| 490393 - | 2009 QJ13                | 16 agosto 2009    | Spacewatch        |
| 490394 - | 2009 QN21                | 19 agosto 2009    | OAM               |
| 490395 - | 2009 QE23                | 16 agosto 2009    | OAM               |
| 490396 - | 2009 QU24                | 17 agosto 2009    | OAM               |
| 490397 - | 2009 QH40                | 16 agosto 2001    | LINEAR            |
| 490398 - | 2009 QS56                | 17 agosto 2009    | OAM               |
| 490399 - | 2009 QP61                | 26 agosto 2009    | LINEAR            |
| 490400 - | 2009 RA                  | 1º settembre 2009 | OAM               |

## 490401-490500
| Nome     | Designazione provvisoria | Data di scoperta  | Scopritore           |
| -------- | ------------------------ | ----------------- | -------------------- |
| 490401 - | 2009 RY1                 | 10 settembre 2009 | ESA OGS              |
| 490402 - | 2009 RV11                | 12 settembre 2009 | Spacewatch           |
| 490403 - | 2009 RR29                | 14 settembre 2009 | Spacewatch           |
| 490404 - | 2009 RQ33                | 14 settembre 2009 | Spacewatch           |
| 490405 - | 2009 RP34                | 14 settembre 2009 | Spacewatch           |
| 490406 - | 2009 RS39                | 15 settembre 2009 | Spacewatch           |
| 490407 - | 2009 RM49                | 15 settembre 2009 | Spacewatch           |
| 490408 - | 2009 RV56                | 15 settembre 2009 | Spacewatch           |
| 490409 - | 2009 RW70                | 15 settembre 2009 | Spacewatch           |
| 490410 - | 2009 RL72                | 10 settembre 2009 | CSS                  |
| 490411 - | 2009 RP73                | 15 settembre 2009 | Spacewatch           |
| 490412 - | 2009 SX14                | 18 settembre 2009 | BATTeRS              |
| 490413 - | 2009 SC32                | 16 settembre 2009 | Mt. Lemmon Survey    |
| 490414 - | 2009 SC34                | 16 settembre 2009 | Spacewatch           |
| 490415 - | 2009 SU35                | 16 settembre 2009 | Spacewatch           |
| 490416 - | 2009 SD40                | 16 settembre 2009 | Spacewatch           |
| 490417 - | 2009 SX42                | 16 settembre 2009 | Spacewatch           |
| 490418 - | 2009 SY42                | 16 settembre 2009 | Spacewatch           |
| 490419 - | 2009 SO43                | 16 settembre 2009 | Spacewatch           |
| 490420 - | 2009 SG50                | 14 settembre 2009 | LINEAR               |
| 490421 - | 2009 SX53                | 17 settembre 2009 | Spacewatch           |
| 490422 - | 2009 SM56                | 17 settembre 2009 | Spacewatch           |
| 490423 - | 2009 SP56                | 17 settembre 2009 | Spacewatch           |
| 490424 - | 2009 SN61                | 17 settembre 2009 | Spacewatch           |
| 490425 - | 2009 SP68                | 17 settembre 2009 | Mt. Lemmon Survey    |
| 490426 - | 2009 SY69                | 29 agosto 2009    | Spacewatch           |
| 490427 - | 2009 SU73                | 17 settembre 2009 | Spacewatch           |
| 490428 - | 2009 SL75                | 17 settembre 2009 | Spacewatch           |
| 490429 - | 2009 SB77                | 17 settembre 2009 | Spacewatch           |
| 490430 - | 2009 SB81                | 16 agosto 2009    | Spacewatch           |
| 490431 - | 2009 SE88                | 18 settembre 2009 | Spacewatch           |
| 490432 - | 2009 SF96                | 19 settembre 2009 | Mt. Lemmon Survey    |
| 490433 - | 2009 SJ107               | 16 settembre 2009 | Spacewatch           |
| 490434 - | 2009 SR107               | 16 settembre 2009 | Spacewatch           |
| 490435 - | 2009 SA114               | 18 settembre 2009 | Spacewatch           |
| 490436 - | 2009 SQ117               | 18 settembre 2009 | Spacewatch           |
| 490437 - | 2009 SC120               | 18 settembre 2009 | Spacewatch           |
| 490438 - | 2009 SY124               | 18 settembre 2009 | Spacewatch           |
| 490439 - | 2009 SU130               | 18 settembre 2009 | Spacewatch           |
| 490440 - | 2009 SA136               | 18 settembre 2009 | Spacewatch           |
| 490441 - | 2009 SG136               | 18 settembre 2009 | Spacewatch           |
| 490442 - | 2009 SF145               | 19 settembre 2009 | Mt. Lemmon Survey    |
| 490443 - | 2009 SR146               | 19 settembre 2009 | Spacewatch           |
| 490444 - | 2009 ST151               | 20 settembre 2009 | Spacewatch           |
| 490445 - | 2009 SL158               | 20 settembre 2009 | Spacewatch           |
| 490446 - | 2009 SO164               | 21 settembre 2009 | Spacewatch           |
| 490447 - | 2009 SX166               | 22 settembre 2009 | Spacewatch           |
| 490448 - | 2009 SJ184               | 21 settembre 2009 | Spacewatch           |
| 490449 - | 2009 SN192               | 14 settembre 2009 | Spacewatch           |
| 490450 - | 2009 SX204               | 18 settembre 2009 | Spacewatch           |
| 490451 - | 2009 SY204               | 22 settembre 2009 | Spacewatch           |
| 490452 - | 2009 SR209               | 18 settembre 2009 | Spacewatch           |
| 490453 - | 2009 SU213               | 23 settembre 2009 | Spacewatch           |
| 490454 - | 2009 SM214               | 15 settembre 2009 | Spacewatch           |
| 490455 - | 2009 SO214               | 23 settembre 2009 | Spacewatch           |
| 490456 - | 2009 SA240               | 31 agosto 2009    | Siding Spring Survey |
| 490457 - | 2009 SE250               | 19 settembre 2009 | Spacewatch           |
| 490458 - | 2009 SL262               | 29 ottobre 2005   | CSS                  |
| 490459 - | 2009 SD266               | 23 settembre 2009 | Mt. Lemmon Survey    |
| 490460 - | 2009 ST270               | 30 gennaio 2000   | Spacewatch           |
| 490461 - | 2009 SV271               | 20 settembre 2009 | Spacewatch           |
| 490462 - | 2009 SX271               | 24 settembre 2009 | Spacewatch           |
| 490463 - | 2009 SD275               | 25 settembre 2009 | Spacewatch           |
| 490464 - | 2009 SB283               | 25 settembre 2009 | Spacewatch           |
| 490465 - | 2009 SM287               | 25 settembre 2009 | Spacewatch           |
| 490466 - | 2009 SW287               | 25 settembre 2009 | Spacewatch           |
| 490467 - | 2009 SY289               | 17 settembre 2009 | Spacewatch           |
| 490468 - | 2009 SB291               | 17 settembre 2009 | Spacewatch           |
| 490469 - | 2009 SU293               | 26 settembre 2009 | Spacewatch           |
| 490470 - | 2009 ST299               | 16 settembre 2009 | Spacewatch           |
| 490471 - | 2009 SS321               | 21 settembre 2009 | Spacewatch           |
| 490472 - | 2009 SU323               | 23 settembre 2009 | Spacewatch           |
| 490473 - | 2009 SO324               | 24 settembre 2009 | Spacewatch           |
| 490474 - | 2009 SZ334               | 29 settembre 2009 | Mt. Lemmon Survey    |
| 490475 - | 2009 SW344               | 18 settembre 2009 | Spacewatch           |
| 490476 - | 2009 SK345               | 18 settembre 2009 | Spacewatch           |
| 490477 - | 2009 SQ345               | 19 settembre 2009 | Spacewatch           |
| 490478 - | 2009 SG349               | 23 settembre 2009 | Mt. Lemmon Survey    |
| 490479 - | 2009 SM350               | 25 settembre 2009 | Spacewatch           |
| 490480 - | 2009 SV350               | 28 settembre 2009 | Mt. Lemmon Survey    |
| 490481 - | 2009 SO352               | 16 settembre 2009 | Spacewatch           |
| 490482 - | 2009 SZ352               | 18 settembre 2009 | Spacewatch           |
| 490483 - | 2009 SH353               | 16 settembre 2009 | Spacewatch           |
| 490484 - | 2009 SJ353               | 25 settembre 2009 | Spacewatch           |
| 490485 - | 2009 SK360               | 28 settembre 2009 | CSS                  |
| 490486 - | 2009 SW362               | 21 settembre 2009 | Mt. Lemmon Survey    |
| 490487 - | 2009 TM1                 | 11 ottobre 2009   | OAM                  |
| 490488 - | 2009 TR6                 | 12 ottobre 2009   | OAM                  |
| 490489 - | 2009 TM7                 | 13 ottobre 2009   | OAM                  |
| 490490 - | 2009 TA34                | 17 settembre 2009 | OAM                  |
| 490491 - | 2009 TH39                | 15 ottobre 2009   | CSS                  |
| 490492 - | 2009 UA5                 | 17 ottobre 2009   | OAM                  |
| 490493 - | 2009 UN5                 | 21 settembre 2009 | CSS                  |
| 490494 - | 2009 UF13                | 18 ottobre 2009   | Mt. Lemmon Survey    |
| 490495 - | 2009 UN15                | 17 ottobre 2009   | Mt. Lemmon Survey    |
| 490496 - | 2009 UN17                | 29 settembre 2009 | Mt. Lemmon Survey    |
| 490497 - | 2009 UM19                | 16 settembre 2009 | Mt. Lemmon Survey    |
| 490498 - | 2009 UR28                | 18 ottobre 2009   | Mt. Lemmon Survey    |
| 490499 - | 2009 UQ34                | 21 ottobre 2009   | Spacewatch           |
| 490500 - | 2009 UF35                | 23 ottobre 1995   | Spacewatch           |

## 490501-490600
| Nome     | Designazione provvisoria | Data di scoperta  | Scopritore        |
| -------- | ------------------------ | ----------------- | ----------------- |
| 490501 - | 2009 UF36                | 22 settembre 2009 | Mt. Lemmon Survey |
| 490502 - | 2009 UA38                | 22 settembre 2009 | Mt. Lemmon Survey |
| 490503 - | 2009 UR38                | 22 settembre 2009 | Mt. Lemmon Survey |
| 490504 - | 2009 UD39                | 22 ottobre 2009   | Mt. Lemmon Survey |
| 490505 - | 2009 UF53                | 21 settembre 2009 | Mt. Lemmon Survey |
| 490506 - | 2009 UK68                | 17 ottobre 2009   | Mt. Lemmon Survey |
| 490507 - | 2009 UB69                | 16 agosto 2009    | Spacewatch        |
| 490508 - | 2009 UD71                | 11 ottobre 2009   | OAM               |
| 490509 - | 2009 UF78                | 14 settembre 2009 | Spacewatch        |
| 490510 - | 2009 UF83                | 23 ottobre 2009   | Mt. Lemmon Survey |
| 490511 - | 2009 UC85                | 23 ottobre 2009   | Mt. Lemmon Survey |
| 490512 - | 2009 UY86                | 16 settembre 2009 | Mt. Lemmon Survey |
| 490513 - | 2009 UT97                | 23 ottobre 2009   | Mt. Lemmon Survey |
| 490514 - | 2009 UF101               | 18 settembre 2009 | Mt. Lemmon Survey |
| 490515 - | 2009 UY104               | 25 ottobre 2009   | Mt. Lemmon Survey |
| 490516 - | 2009 UU109               | 23 ottobre 2009   | Spacewatch        |
| 490517 - | 2009 UF117               | 22 ottobre 2009   | Mt. Lemmon Survey |
| 490518 - | 2009 UW120               | 18 settembre 2009 | Spacewatch        |
| 490519 - | 2009 UL121               | 21 settembre 2009 | Mt. Lemmon Survey |
| 490520 - | 2009 UA123               | 15 ottobre 2009   | OAM               |
| 490521 - | 2009 UQ128               | 20 settembre 2009 | Spacewatch        |
| 490522 - | 2009 UO137               | 1º ottobre 2009   | Mt. Lemmon Survey |
| 490523 - | 2009 UR137               | 17 ottobre 2009   | CSS               |
| 490524 - | 2009 US139               | 27 ottobre 2009   | OAM               |
| 490525 - | 2009 UF141               | 24 ottobre 2009   | CSS               |
| 490526 - | 2009 UH142               | 18 ottobre 2009   | Mt. Lemmon Survey |
| 490527 - | 2009 UK146               | 23 ottobre 2009   | Mt. Lemmon Survey |
| 490528 - | 2009 UQ154               | 14 ottobre 2009   | OAM               |
| 490529 - | 2009 VC                  | 6 novembre 2009   | Birtwhistle, P.   |
| 490530 - | 2009 VJ7                 | 30 ottobre 2009   | Mt. Lemmon Survey |
| 490531 - | 2009 VO17                | 24 ottobre 2009   | CSS               |
| 490532 - | 2009 VZ17                | 9 novembre 2009   | Spacewatch        |
| 490533 - | 2009 VP24                | 14 ottobre 2009   | CSS               |
| 490534 - | 2009 VW27                | 8 novembre 2009   | CSS               |
| 490535 - | 2009 VQ29                | 9 novembre 2009   | CSS               |
| 490536 - | 2009 VJ30                | 9 novembre 2009   | Mt. Lemmon Survey |
| 490537 - | 2009 VQ37                | 27 ottobre 2009   | Spacewatch        |
| 490538 - | 2009 VK38                | 9 novembre 2009   | Spacewatch        |
| 490539 - | 2009 VL41                | 25 ottobre 2009   | CSS               |
| 490540 - | 2009 VD46                | 9 novembre 2009   | Spacewatch        |
| 490541 - | 2009 VN48                | 9 novembre 2009   | Mt. Lemmon Survey |
| 490542 - | 2009 VY48                | 22 settembre 2009 | Mt. Lemmon Survey |
| 490543 - | 2009 VD55                | 1º ottobre 2009   | Mt. Lemmon Survey |
| 490544 - | 2009 VW68                | 9 novembre 2009   | Spacewatch        |
| 490545 - | 2009 VR70                | 29 dicembre 2005  | Spacewatch        |
| 490546 - | 2009 VB72                | 12 ottobre 2009   | Mt. Lemmon Survey |
| 490547 - | 2009 VG73                | 11 novembre 2009  | Mt. Lemmon Survey |
| 490548 - | 2009 VS81                | 8 novembre 2009   | Spacewatch        |
| 490549 - | 2009 VP84                | 9 novembre 2009   | Spacewatch        |
| 490550 - | 2009 VU88                | 11 novembre 2009  | Spacewatch        |
| 490551 - | 2009 VC89                | 16 settembre 2009 | Spacewatch        |
| 490552 - | 2009 VR90                | 11 novembre 2009  | Spacewatch        |
| 490553 - | 2009 VB99                | 29 luglio 2008    | OAM               |
| 490554 - | 2009 VV103               | 8 novembre 2009   | Spacewatch        |
| 490555 - | 2009 VH116               | 11 novembre 2009  | Spacewatch        |
| 490556 - | 2009 WL5                 | 16 novembre 2009  | Spacewatch        |
| 490557 - | 2009 WC19                | 22 ottobre 2009   | Mt. Lemmon Survey |
| 490558 - | 2009 WT19                | 17 novembre 2009  | Mt. Lemmon Survey |
| 490559 - | 2009 WR20                | 22 settembre 2009 | Mt. Lemmon Survey |
| 490560 - | 2009 WQ24                | 20 novembre 2009  | Molnar, L. A.     |
| 490561 - | 2009 WY25                | 24 ottobre 2009   | Spacewatch        |
| 490562 - | 2009 WU26                | 27 ottobre 2009   | Spacewatch        |
| 490563 - | 2009 WD32                | 16 novembre 2009  | Spacewatch        |
| 490564 - | 2009 WQ32                | 26 gennaio 2007   | Spacewatch        |
| 490565 - | 2009 WK39                | 20 settembre 2009 | Mt. Lemmon Survey |
| 490566 - | 2009 WM39                | 17 novembre 2009  | Spacewatch        |
| 490567 - | 2009 WJ44                | 18 settembre 2009 | Mt. Lemmon Survey |
| 490568 - | 2009 WD51                | 16 novembre 2009  | Spacewatch        |
| 490569 - | 2009 WS57                | 16 novembre 2009  | Mt. Lemmon Survey |
| 490570 - | 2009 WD59                | 18 ottobre 2009   | Mt. Lemmon Survey |
| 490571 - | 2009 WU59                | 22 ottobre 2009   | Mt. Lemmon Survey |
| 490572 - | 2009 WR62                | 16 novembre 2009  | Mt. Lemmon Survey |
| 490573 - | 2009 WB65                | 24 settembre 2009 | Mt. Lemmon Survey |
| 490574 - | 2009 WR76                | 10 novembre 2009  | Spacewatch        |
| 490575 - | 2009 WG82                | 29 luglio 2008    | Mt. Lemmon Survey |
| 490576 - | 2009 WF83                | 19 novembre 2009  | Spacewatch        |
| 490577 - | 2009 WO87                | 20 settembre 2009 | Mt. Lemmon Survey |
| 490578 - | 2009 WV98                | 30 ottobre 2009   | Mt. Lemmon Survey |
| 490579 - | 2009 WA101               | 22 novembre 2009  | Spacewatch        |
| 490580 - | 2009 WL104               | 18 novembre 2009  | OAM               |
| 490581 - | 2009 WZ104               | 25 novembre 2009  | CSS               |
| 490582 - | 2009 WD113               | 18 novembre 2009  | Spacewatch        |
| 490583 - | 2009 WP114               | 19 settembre 2009 | Spacewatch        |
| 490584 - | 2009 WV118               | 8 novembre 2009   | Spacewatch        |
| 490585 - | 2009 WE119               | 20 novembre 2009  | Spacewatch        |
| 490586 - | 2009 WW120               | 22 ottobre 2009   | Mt. Lemmon Survey |
| 490587 - | 2009 WT127               | 18 dicembre 2001  | LINEAR            |
| 490588 - | 2009 WF133               | 23 ottobre 2009   | Spacewatch        |
| 490589 - | 2009 WZ135               | 15 aprile 2007    | Spacewatch        |
| 490590 - | 2009 WT145               | 19 novembre 2009  | Mt. Lemmon Survey |
| 490591 - | 2009 WG155               | 19 novembre 2009  | OAM               |
| 490592 - | 2009 WO167               | 25 ottobre 2009   | Spacewatch        |
| 490593 - | 2009 WL169               | 10 novembre 2009  | Spacewatch        |
| 490594 - | 2009 WL170               | 9 novembre 2009   | Spacewatch        |
| 490595 - | 2009 WL172               | 11 novembre 2009  | Spacewatch        |
| 490596 - | 2009 WH173               | 22 novembre 2009  | Spacewatch        |
| 490597 - | 2009 WK173               | 25 aprile 2000    | LONEOS            |
| 490598 - | 2009 WR175               | 23 novembre 2009  | Spacewatch        |
| 490599 - | 2009 WX175               | 11 novembre 2009  | Spacewatch        |
| 490600 - | 2009 WK176               | 23 novembre 2009  | Spacewatch        |

## 490601-490700
| Nome             | Designazione provvisoria | Data di scoperta  | Scopritore           |
| ---------------- | ------------------------ | ----------------- | -------------------- |
| 490601 -         | 2009 WO177               | 23 novembre 2009  | Spacewatch           |
| 490602 -         | 2009 WU178               | 11 novembre 2009  | Spacewatch           |
| 490603 -         | 2009 WO179               | 17 ottobre 2009   | Mt. Lemmon Survey    |
| 490604 -         | 2009 WT180               | 13 novembre 2009  | OAM                  |
| 490605 -         | 2009 WK182               | 23 novembre 2009  | Spacewatch           |
| 490606 -         | 2009 WN184               | 22 ottobre 2009   | Mt. Lemmon Survey    |
| 490607 -         | 2009 WO185               | 24 ottobre 2009   | Spacewatch           |
| 490608 -         | 2009 WJ186               | 2 giugno 2008     | Mt. Lemmon Survey    |
| 490609 -         | 2009 WT195               | 20 novembre 2009  | Mt. Lemmon Survey    |
| 490610 -         | 2009 WF203               | 17 ottobre 2009   | Mt. Lemmon Survey    |
| 490611 -         | 2009 WU203               | 16 novembre 2009  | Spacewatch           |
| 490612 -         | 2009 WX205               | 22 ottobre 2009   | Mt. Lemmon Survey    |
| 490613 -         | 2009 WQ207               | 17 novembre 2009  | Spacewatch           |
| 490614 -         | 2009 WC212               | 10 novembre 2009  | Spacewatch           |
| 490615 -         | 2009 XT15                | 15 dicembre 2009  | Mt. Lemmon Survey    |
| 490616 -         | 2009 XU24                | 11 dicembre 2009  | Mt. Lemmon Survey    |
| 490617 -         | 2009 YM1                 | 17 dicembre 2009  | Spacewatch           |
| 490618 -         | 2009 YA3                 | 17 dicembre 2009  | Mt. Lemmon Survey    |
| 490619 -         | 2009 YC19                | 17 dicembre 2009  | Spacewatch           |
| 490620 -         | 2009 YQ24                | 18 dicembre 2009  | Mt. Lemmon Survey    |
| 490621 -         | 2010 AC19                | 11 settembre 2005 | Spacewatch           |
| 490622 -         | 2010 AV28                | 10 novembre 2009  | Mt. Lemmon Survey    |
| 490623 -         | 2010 AZ32                | 7 gennaio 2010    | Spacewatch           |
| 490624 -         | 2010 AN53                | 9 ottobre 2005    | Spacewatch           |
| 490625 -         | 2010 AZ80                | 12 gennaio 2010   | Spacewatch           |
| 490626 -         | 2010 AY91                | 8 gennaio 2010    | WISE                 |
| 490627 -         | 2010 BS3                 | 21 gennaio 2010   | Muler, G.            |
| 490628 Chassigny | 2010 BW4                 | 24 gennaio 2010   | Merlin, J.-C.        |
| 490629 -         | 2010 BO81                | 1º ottobre 2009   | Mt. Lemmon Survey    |
| 490630 -         | 2010 BF122               | 30 gennaio 2010   | WISE                 |
| 490631 -         | 2010 CF5                 | 8 febbraio 2010   | Spacewatch           |
| 490632 -         | 2010 CN29                | 9 febbraio 2010   | Spacewatch           |
| 490633 -         | 2010 CV85                | 6 gennaio 2010    | Spacewatch           |
| 490634 -         | 2010 CA128               | 7 febbraio 2010   | OAM                  |
| 490635 -         | 2010 CB139               | 20 dicembre 2009  | Mt. Lemmon Survey    |
| 490636 -         | 2010 DP                  | 16 febbraio 2010  | Mt. Lemmon Survey    |
| 490637 -         | 2010 DD60                | 11 dicembre 2009  | Mt. Lemmon Survey    |
| 490638 -         | 2010 DU74                | 17 febbraio 2010  | Spacewatch           |
| 490639 -         | 2010 ED1                 | 11 dicembre 2009  | Mt. Lemmon Survey    |
| 490640 -         | 2010 ED32                | 4 marzo 2010      | Spacewatch           |
| 490641 -         | 2010 EJ68                | 12 marzo 2010     | Mt. Lemmon Survey    |
| 490642 -         | 2010 EU76                | 17 febbraio 2010  | Spacewatch           |
| 490643 -         | 2010 EW78                | 12 marzo 2010     | Mt. Lemmon Survey    |
| 490644 -         | 2010 EG94                | 8 ottobre 2008    | Spacewatch           |
| 490645 -         | 2010 ER123               | 9 marzo 2010      | OAM                  |
| 490646 -         | 2010 EO128               | 12 marzo 2010     | Spacewatch           |
| 490647 -         | 2010 ES132               | 12 marzo 2010     | Spacewatch           |
| 490648 -         | 2010 EC133               | 13 marzo 2010     | Spacewatch           |
| 490649 -         | 2010 EU135               | 13 marzo 2010     | Mt. Lemmon Survey    |
| 490650 -         | 2010 FX31                | 16 marzo 2010     | WISE                 |
| 490651 -         | 2010 FM47                | 25 aprile 2003    | Spacewatch           |
| 490652 -         | 2010 FY86                | 16 marzo 2010     | Mt. Lemmon Survey    |
| 490653 -         | 2010 FT99                | 21 marzo 2010     | Spacewatch           |
| 490654 -         | 2010 FD101               | 18 marzo 2010     | Spacewatch           |
| 490655 -         | 2010 GZ26                | 5 aprile 2010     | Spacewatch           |
| 490656 -         | 2010 GA31                | 4 aprile 2010     | CSS                  |
| 490657 -         | 2010 GQ66                | 9 aprile 2010     | Mt. Lemmon Survey    |
| 490658 -         | 2010 GS108               | 8 aprile 2010     | Spacewatch           |
| 490659 -         | 2010 GS111               | 9 aprile 2010     | Mt. Lemmon Survey    |
| 490660 -         | 2010 GW117               | 27 gennaio 2010   | WISE                 |
| 490661 -         | 2010 GN132               | 10 aprile 2010    | Spacewatch           |
| 490662 -         | 2010 HG43                | 22 aprile 2010    | WISE                 |
| 490663 -         | 2010 HH61                | 26 aprile 2010    | WISE                 |
| 490664 -         | 2010 HZ77                | 10 aprile 2010    | Spacewatch           |
| 490665 -         | 2010 HH103               | 1º maggio 2003    | Spacewatch           |
| 490666 -         | 2010 HU103               | 26 gennaio 2006   | Spacewatch           |
| 490667 -         | 2010 HF105               | 20 aprile 2010    | Spacewatch           |
| 490668 -         | 2010 JK29                | 3 maggio 2010     | Spacewatch           |
| 490669 -         | 2010 JN31                | 5 maggio 2010     | CSS                  |
| 490670 -         | 2010 JX33                | 8 aprile 2010     | Spacewatch           |
| 490671 -         | 2010 JE41                | 12 marzo 2010     | Spacewatch           |
| 490672 -         | 2010 JU43                | 9 aprile 2010     | Spacewatch           |
| 490673 -         | 2010 JW96                | 11 maggio 2010    | WISE                 |
| 490674 -         | 2010 JB113               | 25 gennaio 2010   | WISE                 |
| 490675 -         | 2010 JW148               | 28 gennaio 2010   | WISE                 |
| 490676 -         | 2010 JA156               | 3 febbraio 2006   | Mt. Lemmon Survey    |
| 490677 -         | 2010 JK163               | 15 aprile 2010    | CSS                  |
| 490678 -         | 2010 JJ176               | 9 maggio 2010     | Siding Spring Survey |
| 490679 -         | 2010 KO53                | 23 maggio 2010    | WISE                 |
| 490680 -         | 2010 KR84                | 26 maggio 2010    | WISE                 |
| 490681 -         | 2010 LJ8                 | 2 giugno 2010     | WISE                 |
| 490682 -         | 2010 LT28                | 6 giugno 2010     | WISE                 |
| 490683 -         | 2010 LH34                | 7 maggio 2010     | CSS                  |
| 490684 -         | 2010 LL34                | 9 giugno 2010     | CSS                  |
| 490685 -         | 2010 LB37                | 6 giugno 2010     | WISE                 |
| 490686 -         | 2010 LY44                | 7 giugno 2010     | WISE                 |
| 490687 -         | 2010 LV113               | 11 maggio 2010    | Mt. Lemmon Survey    |
| 490688 -         | 2010 MH17                | 17 giugno 2010    | WISE                 |
| 490689 -         | 2010 MG35                | 21 giugno 2010    | WISE                 |
| 490690 -         | 2010 MW65                | 25 giugno 2010    | WISE                 |
| 490691 -         | 2010 MN114               | 21 giugno 2010    | Spacewatch           |
| 490692 -         | 2010 NG5                 | 6 luglio 2010     | Mt. Lemmon Survey    |
| 490693 -         | 2010 NV6                 | 5 luglio 2010     | Spacewatch           |
| 490694 -         | 2010 NU30                | 7 luglio 2010     | WISE                 |
| 490695 -         | 2010 OC24                | 19 luglio 2010    | WISE                 |
| 490696 -         | 2010 OE70                | 25 luglio 2010    | WISE                 |
| 490697 -         | 2010 OA71                | 25 luglio 2010    | WISE                 |
| 490698 -         | 2010 OV76                | 25 novembre 2005  | Spacewatch           |
| 490699 -         | 2010 OW103               | 28 gennaio 2010   | WISE                 |
| 490700 -         | 2010 OM125               | 31 luglio 2010    | WISE                 |

## 490701-490800
| Nome     | Designazione provvisoria | Data di scoperta  | Scopritore           |
| -------- | ------------------------ | ----------------- | -------------------- |
| 490701 - | 2010 PH24                | 5 agosto 2010     | OAM                  |
| 490702 - | 2010 PQ35                | 5 agosto 2010     | WISE                 |
| 490703 - | 2010 PF41                | 6 agosto 2010     | WISE                 |
| 490704 - | 2010 PP57                | 7 agosto 2010     | OAM                  |
| 490705 - | 2010 PT63                | 5 agosto 2010     | OAM                  |
| 490706 - | 2010 PY79                | 10 agosto 2010    | Spacewatch           |
| 490707 - | 2010 QZ1                 | 21 agosto 2010    | WISE                 |
| 490708 - | 2010 QZ2                 | 20 agosto 2010    | OAM                  |
| 490709 - | 2010 RB10                | 2 settembre 2010  | Mt. Lemmon Survey    |
| 490710 - | 2010 RU18                | 2 settembre 2010  | Mt. Lemmon Survey    |
| 490711 - | 2010 RY18                | 30 aprile 2009    | Spacewatch           |
| 490712 - | 2010 RS25                | 3 settembre 2010  | Mt. Lemmon Survey    |
| 490713 - | 2010 RY26                | 30 settembre 2005 | Mt. Lemmon Survey    |
| 490714 - | 2010 RK40                | 5 settembre 2010  | OAM                  |
| 490715 - | 2010 RE42                | 16 settembre 2003 | Spacewatch           |
| 490716 - | 2010 RN68                | 6 settembre 2010  | OAM                  |
| 490717 - | 2010 RF81                | 28 settembre 2006 | CSS                  |
| 490718 - | 2010 RL82                | 11 settembre 2010 | Siding Spring Survey |
| 490719 - | 2010 RH87                | 2 settembre 2010  | Mt. Lemmon Survey    |
| 490720 - | 2010 RR104               | 10 settembre 2010 | Spacewatch           |
| 490721 - | 2010 RC109               | 2 settembre 2010  | LINEAR               |
| 490722 - | 2010 RT112               | 2 settembre 2010  | Mt. Lemmon Survey    |
| 490723 - | 2010 RX120               | 19 ottobre 2006   | Spacewatch           |
| 490724 - | 2010 RD123               | 9 settembre 2010  | Spacewatch           |
| 490725 - | 2010 RE123               | 13 gennaio 2008   | Spacewatch           |
| 490726 - | 2010 RX125               | 12 settembre 2010 | Spacewatch           |
| 490727 - | 2010 RH140               | 29 settembre 2000 | Spacewatch           |
| 490728 - | 2010 RD142               | 14 settembre 2010 | Spacewatch           |
| 490729 - | 2010 RB149               | 15 settembre 2010 | Spacewatch           |
| 490730 - | 2010 RC154               | 15 settembre 2010 | Spacewatch           |
| 490731 - | 2010 RE158               | 1º settembre 2010 | Mt. Lemmon Survey    |
| 490732 - | 2010 RS162               | 4 settembre 2010  | Spacewatch           |
| 490733 - | 2010 RQ167               | 28 marzo 2008     | Mt. Lemmon Survey    |
| 490734 - | 2010 RO174               | 8 settembre 2010  | Spacewatch           |
| 490735 - | 2010 RX174               | 1º marzo 2008     | Spacewatch           |
| 490736 - | 2010 RC175               | 9 settembre 2010  | Spacewatch           |
| 490737 - | 2010 RX177               | 11 settembre 2010 | Spacewatch           |
| 490738 - | 2010 SS4                 | 27 giugno 2010    | WISE                 |
| 490739 - | 2010 SU5                 | 16 settembre 2010 | Mt. Lemmon Survey    |
| 490740 - | 2010 SV11                | 25 novembre 2005  | Mt. Lemmon Survey    |
| 490741 - | 2010 SX14                | 12 settembre 2010 | Spacewatch           |
| 490742 - | 2010 SW18                | 3 aprile 2008     | Mt. Lemmon Survey    |
| 490743 - | 2010 SV26                | 29 settembre 2010 | Spacewatch           |
| 490744 - | 2010 SG37                | 4 settembre 2010  | OAM                  |
| 490745 - | 2010 SG39                | 19 settembre 2010 | Spacewatch           |
| 490746 - | 2010 TR4                 | 12 febbraio 2008  | Spacewatch           |
| 490747 - | 2010 TG15                | 30 dicembre 2007  | Spacewatch           |
| 490748 - | 2010 TQ43                | 4 aprile 2008     | Spacewatch           |
| 490749 - | 2010 TR87                | 17 ottobre 1995   | Spacewatch           |
| 490750 - | 2010 TA93                | 18 settembre 2003 | Spacewatch           |
| 490751 - | 2010 TG100               | 6 aprile 2008     | Mt. Lemmon Survey    |
| 490752 - | 2010 TE102               | 3 ottobre 2006    | Mt. Lemmon Survey    |
| 490753 - | 2010 TL104               | 16 settembre 2010 | Spacewatch           |
| 490754 - | 2010 TQ119               | 7 dicembre 1999   | LINEAR               |
| 490755 - | 2010 TW150               | 8 settembre 2010  | OAM                  |
| 490756 - | 2010 TW154               | 2 settembre 2010  | Mt. Lemmon Survey    |
| 490757 - | 2010 TN166               | 7 ottobre 2010    | CSS                  |
| 490758 - | 2010 TB167               | 9 marzo 2008      | Mt. Lemmon Survey    |
| 490759 - | 2010 TE167               | 27 dicembre 2002  | LINEAR               |
| 490760 - | 2010 TD174               | 18 settembre 2010 | Mt. Lemmon Survey    |
| 490761 - | 2010 TX181               | 8 ottobre 2010    | Spacewatch           |
| 490762 - | 2010 TZ187               | 10 settembre 2010 | Spacewatch           |
| 490763 - | 2010 TL192               | 8 ottobre 2010    | Pan-STARRS 1         |
| 490764 - | 2010 TM192               | 16 ottobre 2009   | Mt. Lemmon Survey    |
| 490765 - | 2010 TP192               | 19 settembre 2009 | Spacewatch           |
| 490766 - | 2010 UC2                 | 17 ottobre 2010   | Mt. Lemmon Survey    |
| 490767 - | 2010 UV5                 | 19 novembre 2006  | Spacewatch           |
| 490768 - | 2010 US6                 | 17 settembre 2010 | Mt. Lemmon Survey    |
| 490769 - | 2010 UQ8                 | 31 marzo 2009     | Spacewatch           |
| 490770 - | 2010 UH20                | 17 settembre 2010 | Mt. Lemmon Survey    |
| 490771 - | 2010 UR25                | 28 ottobre 2010   | Mt. Lemmon Survey    |
| 490772 - | 2010 UO30                | 29 ottobre 2010   | Spacewatch           |
| 490773 - | 2010 UL33                | 12 ottobre 2010   | Spacewatch           |
| 490774 - | 2010 UL40                | 12 novembre 2006  | Mt. Lemmon Survey    |
| 490775 - | 2010 UR45                | 13 ottobre 2010   | Mt. Lemmon Survey    |
| 490776 - | 2010 UD50                | 12 ottobre 2010   | Mt. Lemmon Survey    |
| 490777 - | 2010 UC53                | 25 ottobre 2005   | Spacewatch           |
| 490778 - | 2010 UL56                | 15 settembre 2009 | Spacewatch           |
| 490779 - | 2010 UL57                | 29 ottobre 2010   | Spacewatch           |
| 490780 - | 2010 UQ59                | 19 agosto 2006    | Spacewatch           |
| 490781 - | 2010 UX67                | 10 settembre 2010 | Mt. Lemmon Survey    |
| 490782 - | 2010 UA70                | 12 ottobre 2010   | Mt. Lemmon Survey    |
| 490783 - | 2010 UF70                | 28 ottobre 2010   | Mt. Lemmon Survey    |
| 490784 - | 2010 UQ77                | 13 ottobre 2010   | Mt. Lemmon Survey    |
| 490785 - | 2010 UO81                | 31 ottobre 2010   | Mt. Lemmon Survey    |
| 490786 - | 2010 UK86                | 19 ottobre 2010   | Mt. Lemmon Survey    |
| 490787 - | 2010 UA89                | 19 ottobre 2006   | Spacewatch           |
| 490788 - | 2010 UY97                | 9 novembre 1996   | Spacewatch           |
| 490789 - | 2010 UQ101               | 10 giugno 2007    | Spacewatch           |
| 490790 - | 2010 UR105               | 11 settembre 2010 | Mt. Lemmon Survey    |
| 490791 - | 2010 VE1                 | 2 novembre 2010   | Pan-STARRS 1         |
| 490792 - | 2010 VF2                 | 12 ottobre 2010   | Mt. Lemmon Survey    |
| 490793 - | 2010 VJ12                | 19 novembre 2003  | Spacewatch           |
| 490794 - | 2010 VY23                | 14 ottobre 2010   | Mt. Lemmon Survey    |
| 490795 - | 2010 VQ28                | 2 novembre 2010   | LINEAR               |
| 490796 - | 2010 VY29                | 2 novembre 2010   | OAM                  |
| 490797 - | 2010 VX38                | 28 novembre 1997  | Spacewatch           |
| 490798 - | 2010 VN44                | 11 ottobre 2010   | Mt. Lemmon Survey    |
| 490799 - | 2010 VX56                | 3 aprile 2008     | Spacewatch           |
| 490800 - | 2010 VO64                | 6 novembre 2010   | Mt. Lemmon Survey    |

## 490801-490900
| Nome     | Designazione provvisoria | Data di scoperta  | Scopritore           |
| -------- | ------------------------ | ----------------- | -------------------- |
| 490801 - | 2010 VH72                | 12 ottobre 2010   | Mt. Lemmon Survey    |
| 490802 - | 2010 VL74                | 24 aprile 2009    | Mt. Lemmon Survey    |
| 490803 - | 2010 VD87                | 28 ottobre 2005   | Spacewatch           |
| 490804 - | 2010 VN89                | 28 settembre 2009 | Spacewatch           |
| 490805 - | 2010 VF90                | 6 novembre 2010   | Spacewatch           |
| 490806 - | 2010 VA91                | 27 agosto 2006    | Spacewatch           |
| 490807 - | 2010 VB105               | 5 novembre 2010   | Mt. Lemmon Survey    |
| 490808 - | 2010 VK112               | 7 novembre 2010   | Spacewatch           |
| 490809 - | 2010 VE115               | 7 novembre 2010   | Mt. Lemmon Survey    |
| 490810 - | 2010 VA117               | 5 settembre 2010  | Mt. Lemmon Survey    |
| 490811 - | 2010 VM124               | 29 ottobre 2010   | Mt. Lemmon Survey    |
| 490812 - | 2010 VH127               | 8 novembre 2010   | Spacewatch           |
| 490813 - | 2010 VX127               | 31 ottobre 2010   | Spacewatch           |
| 490814 - | 2010 VQ131               | 30 settembre 2010 | Mt. Lemmon Survey    |
| 490815 - | 2010 VE133               | 1º novembre 2010  | Spacewatch           |
| 490816 - | 2010 VH138               | 12 agosto 2010    | Spacewatch           |
| 490817 - | 2010 VF142               | 6 novembre 2010   | Mt. Lemmon Survey    |
| 490818 - | 2010 VS145               | 11 aprile 2008    | Mt. Lemmon Survey    |
| 490819 - | 2010 VD147               | 5 settembre 2010  | Mt. Lemmon Survey    |
| 490820 - | 2010 VA148               | 15 settembre 2009 | Spacewatch           |
| 490821 - | 2010 VT157               | 29 ottobre 2010   | Mt. Lemmon Survey    |
| 490822 - | 2010 VG160               | 13 ottobre 2010   | Mt. Lemmon Survey    |
| 490823 - | 2010 VK164               | 14 ottobre 2010   | Mt. Lemmon Survey    |
| 490824 - | 2010 VW164               | 19 ottobre 2010   | Mt. Lemmon Survey    |
| 490825 - | 2010 VC176               | 19 agosto 2010    | Spacewatch           |
| 490826 - | 2010 VR197               | 21 dicembre 2006  | Spacewatch           |
| 490827 - | 2010 VS197               | 17 ottobre 2010   | Mt. Lemmon Survey    |
| 490828 - | 2010 VT197               | 9 ottobre 2010    | Mt. Lemmon Survey    |
| 490829 - | 2010 VF199               | 2 novembre 2010   | Mt. Lemmon Survey    |
| 490830 - | 2010 VR207               | 12 ottobre 2010   | Mt. Lemmon Survey    |
| 490831 - | 2010 VT215               | 12 agosto 2010    | Spacewatch           |
| 490832 - | 2010 VK217               | 11 settembre 2010 | Mt. Lemmon Survey    |
| 490833 - | 2010 VT217               | 23 settembre 2006 | Spacewatch           |
| 490834 - | 2010 VY224               | 23 dicembre 2012  | Pan-STARRS 1         |
| 490835 - | 2010 VA225               | 7 settembre 2008  | Mt. Lemmon Survey    |
| 490836 - | 2010 WZ21                | 27 ottobre 2005   | Mt. Lemmon Survey    |
| 490837 - | 2010 WY22                | 25 settembre 1995 | Spacewatch           |
| 490838 - | 2010 WD30                | 1º ottobre 2005   | Spacewatch           |
| 490839 - | 2010 WD33                | 20 settembre 2009 | Spacewatch           |
| 490840 - | 2010 WW34                | 10 ottobre 2005   | LONEOS               |
| 490841 - | 2010 WS51                | 26 marzo 2009     | Mt. Lemmon Survey    |
| 490842 - | 2010 WG62                | 4 maggio 2006     | Siding Spring Survey |
| 490843 - | 2010 WD70                | 11 dicembre 2002  | LINEAR               |
| 490844 - | 2010 WD74                | 11 novembre 2010  | Mt. Lemmon Survey    |
| 490845 - | 2010 XS                  | 18 febbraio 2010  | WISE                 |
| 490846 - | 2010 XY11                | 1º dicembre 2010  | Spacewatch           |
| 490847 - | 2010 XT29                | 18 settembre 2009 | Spacewatch           |
| 490848 - | 2010 XO37                | 22 giugno 2007    | Mt. Lemmon Survey    |
| 490849 - | 2010 XG48                | 29 ottobre 2010   | CSS                  |
| 490850 - | 2010 XL55                | 16 settembre 2009 | Spacewatch           |
| 490851 - | 2010 XY57                | 27 novembre 2010  | Mt. Lemmon Survey    |
| 490852 - | 2010 XO58                | 3 novembre 2010   | Spacewatch           |
| 490853 - | 2010 XB64                | 24 ottobre 2001   | Spacewatch           |
| 490854 - | 2010 XB67                | 4 dicembre 2010   | Mt. Lemmon Survey    |
| 490855 - | 2010 XO71                | 30 aprile 2008    | Spacewatch           |
| 490856 - | 2011 AQ                  | 16 gennaio 2010   | WISE                 |
| 490857 - | 2011 AR14                | 11 novembre 2010  | Mt. Lemmon Survey    |
| 490858 - | 2011 AA19                | 27 febbraio 2006  | Spacewatch           |
| 490859 - | 2011 AL43                | 19 luglio 2009    | OAM                  |
| 490860 - | 2011 AP48                | 27 gennaio 2007   | Spacewatch           |
| 490861 - | 2011 AP53                | 8 dicembre 2010   | Mt. Lemmon Survey    |
| 490862 - | 2011 AT56                | 8 dicembre 2010   | Mt. Lemmon Survey    |
| 490863 - | 2011 AV58                | 2 ottobre 2009    | Mt. Lemmon Survey    |
| 490864 - | 2011 AF63                | 9 dicembre 2010   | Mt. Lemmon Survey    |
| 490865 - | 2011 AE65                | 14 dicembre 2010  | Mt. Lemmon Survey    |
| 490866 - | 2011 AK65                | 14 gennaio 2011   | Spacewatch           |
| 490867 - | 2011 AB66                | 14 gennaio 2011   | Spacewatch           |
| 490868 - | 2011 AU67                | 22 febbraio 2007  | Spacewatch           |
| 490869 - | 2011 AV67                | 1º febbraio 2006  | Spacewatch           |
| 490870 - | 2011 AQ69                | 13 gennaio 2011   | Mt. Lemmon Survey    |
| 490871 - | 2011 BS                  | 13 dicembre 2010  | Mt. Lemmon Survey    |
| 490872 - | 2011 BE5                 | 28 gennaio 2006   | Spacewatch           |
| 490873 - | 2011 BH6                 | 5 dicembre 2010   | Mt. Lemmon Survey    |
| 490874 - | 2011 BS6                 | 16 gennaio 2011   | Mt. Lemmon Survey    |
| 490875 - | 2011 BL10                | 8 gennaio 2011    | Mt. Lemmon Survey    |
| 490876 - | 2011 BA11                | 4 gennaio 2011    | Mt. Lemmon Survey    |
| 490877 - | 2011 BM13                | 8 gennaio 2011    | Mt. Lemmon Survey    |
| 490878 - | 2011 BM19                | 27 gennaio 2011   | Spacewatch           |
| 490879 - | 2011 BA21                | 18 gennaio 2010   | WISE                 |
| 490880 - | 2011 BU22                | 14 ottobre 2010   | Mt. Lemmon Survey    |
| 490881 - | 2011 BK28                | 18 dicembre 1999  | Spacewatch           |
| 490882 - | 2011 BN33                | 17 gennaio 2010   | WISE                 |
| 490883 - | 2011 BU39                | 10 gennaio 2011   | CSS                  |
| 490884 - | 2011 BQ43                | 30 gennaio 2011   | Pan-STARRS 1         |
| 490885 - | 2011 BU43                | 30 gennaio 2011   | Pan-STARRS 1         |
| 490886 - | 2011 BC45                | 11 ottobre 2005   | Spacewatch           |
| 490887 - | 2011 BT52                | 15 gennaio 2011   | Mt. Lemmon Survey    |
| 490888 - | 2011 BD53                | 16 settembre 2009 | Siding Spring Survey |
| 490889 - | 2011 BC57                | 25 gennaio 2011   | Mt. Lemmon Survey    |
| 490890 - | 2011 BC60                | 8 dicembre 2010   | Mt. Lemmon Survey    |
| 490891 - | 2011 BB65                | 29 gennaio 2011   | Spacewatch           |
| 490892 - | 2011 BT65                | 4 gennaio 2011    | CSS                  |
| 490893 - | 2011 BS67                | 26 ottobre 2009   | Mt. Lemmon Survey    |
| 490894 - | 2011 BX70                | 9 gennaio 2010    | WISE                 |
| 490895 - | 2011 BB84                | 26 gennaio 2011   | Mt. Lemmon Survey    |
| 490896 - | 2011 BP85                | 10 dicembre 2010  | Mt. Lemmon Survey    |
| 490897 - | 2011 BH86                | 27 gennaio 2011   | Mt. Lemmon Survey    |
| 490898 - | 2011 BU90                | 24 febbraio 2010  | WISE                 |
| 490899 - | 2011 BZ98                | 4 febbraio 2005   | Mt. Lemmon Survey    |
| 490900 - | 2011 BK100               | 30 gennaio 2011   | Pan-STARRS 1         |

## 490901-491000
| Nome     | Designazione provvisoria | Data di scoperta  | Scopritore        |
| -------- | ------------------------ | ----------------- | ----------------- |
| 490901 - | 2011 BB105               | 6 agosto 2008     | OAM               |
| 490902 - | 2011 BN108               | 30 gennaio 2011   | Pan-STARRS 1      |
| 490903 - | 2011 BC109               | 30 gennaio 2011   | Pan-STARRS 1      |
| 490904 - | 2011 BM109               | 19 giugno 2007    | Spacewatch        |
| 490905 - | 2011 BJ111               | 30 gennaio 2011   | Pan-STARRS 1      |
| 490906 - | 2011 BG116               | 16 settembre 2004 | Spacewatch        |
| 490907 - | 2011 BL116               | 9 gennaio 2011    | Spacewatch        |
| 490908 - | 2011 BS124               | 26 gennaio 2011   | Mt. Lemmon Survey |
| 490909 - | 2011 BC125               | 26 gennaio 2006   | Spacewatch        |
| 490910 - | 2011 BB129               | 24 ottobre 2005   | Spacewatch        |
| 490911 - | 2011 BL134               | 30 novembre 2005  | Spacewatch        |
| 490912 - | 2011 BZ145               | 14 gennaio 2011   | Spacewatch        |
| 490913 - | 2011 CO3                 | 4 ottobre 2006    | Mt. Lemmon Survey |
| 490914 - | 2011 CX5                 | 3 ottobre 2005    | Spacewatch        |
| 490915 - | 2011 CY8                 | 20 settembre 2003 | Spacewatch        |
| 490916 - | 2011 CZ13                | 15 marzo 2004     | Spacewatch        |
| 490917 - | 2011 CG18                | 30 gennaio 2011   | Pan-STARRS 1      |
| 490918 - | 2011 CO21                | 30 gennaio 2011   | Pan-STARRS 1      |
| 490919 - | 2011 CS30                | 14 gennaio 2011   | Spacewatch        |
| 490920 - | 2011 CA40                | 26 gennaio 2011   | Mt. Lemmon Survey |
| 490921 - | 2011 CY43                | 2 marzo 2006      | Spacewatch        |
| 490922 - | 2011 CW47                | 12 febbraio 2010  | WISE              |
| 490923 - | 2011 CR51                | 26 gennaio 2011   | Spacewatch        |
| 490924 - | 2011 CK52                | 16 settembre 2003 | Spacewatch        |
| 490925 - | 2011 CH53                | 24 febbraio 2006  | Spacewatch        |
| 490926 - | 2011 CP57                | 22 novembre 2009  | Spacewatch        |
| 490927 - | 2011 CK59                | 10 dicembre 2010  | Mt. Lemmon Survey |
| 490928 - | 2011 CT60                | 21 ottobre 2009   | CSS               |
| 490929 - | 2011 CN61                | 7 agosto 2008     | Spacewatch        |
| 490930 - | 2011 CA62                | 30 gennaio 2011   | Pan-STARRS 1      |
| 490931 - | 2011 CT62                | 30 gennaio 2011   | Mt. Lemmon Survey |
| 490932 - | 2011 CS64                | 30 gennaio 2011   | Mt. Lemmon Survey |
| 490933 - | 2011 CN66                | 13 gennaio 2011   | Mt. Lemmon Survey |
| 490934 - | 2011 CD74                | 25 marzo 2006     | CSS               |
| 490935 - | 2011 CJ78                | 30 gennaio 2011   | Pan-STARRS 1      |
| 490936 - | 2011 CG81                | 8 gennaio 2011    | Mt. Lemmon Survey |
| 490937 - | 2011 CS82                | 25 marzo 2006     | Spacewatch        |
| 490938 - | 2011 CL85                | 30 gennaio 2011   | Pan-STARRS 1      |
| 490939 - | 2011 CM85                | 4 febbraio 2011   | Pan-STARRS 1      |
| 490940 - | 2011 CV87                | 11 novembre 2004  | LINEAR            |
| 490941 - | 2011 CC90                | 30 gennaio 2011   | Pan-STARRS 1      |
| 490942 - | 2011 CJ90                | 21 settembre 2003 | Spacewatch        |
| 490943 - | 2011 CX90                | 30 gennaio 2011   | Pan-STARRS 1      |
| 490944 - | 2011 CF91                | 28 gennaio 2011   | Spacewatch        |
| 490945 - | 2011 CQ95                | 2 febbraio 2010   | WISE              |
| 490946 - | 2011 CP96                | 30 gennaio 2011   | Pan-STARRS 1      |
| 490947 - | 2011 CV97                | 30 gennaio 2011   | Pan-STARRS 1      |
| 490948 - | 2011 CO98                | 2 marzo 2010      | WISE              |
| 490949 - | 2011 CU102               | 28 settembre 2008 | Mt. Lemmon Survey |
| 490950 - | 2011 CX105               | 4 febbraio 2011   | Pan-STARRS 1      |
| 490951 - | 2011 CV106               | 15 giugno 2007    | Spacewatch        |
| 490952 - | 2011 CR112               | 30 gennaio 2011   | Pan-STARRS 1      |
| 490953 - | 2011 CY114               | 4 febbraio 2011   | Pan-STARRS 1      |
| 490954 - | 2011 DO12                | 16 novembre 2009  | OAM               |
| 490955 - | 2011 DF14                | 30 gennaio 2011   | Pan-STARRS 1      |
| 490956 - | 2011 DG14                | 30 gennaio 2011   | Pan-STARRS 1      |
| 490957 - | 2011 DA15                | 30 gennaio 2011   | Pan-STARRS 1      |
| 490958 - | 2011 DC20                | 28 settembre 2009 | Spacewatch        |
| 490959 - | 2011 DO27                | 8 febbraio 2011   | Mt. Lemmon Survey |
| 490960 - | 2011 DQ30                | 26 febbraio 2011  | CSS               |
| 490961 - | 2011 DE31                | 28 gennaio 2011   | Spacewatch        |
| 490962 - | 2011 DN31                | 29 aprile 2006    | LONEOS            |
| 490963 - | 2011 DS36                | 10 settembre 2007 | Mt. Lemmon Survey |
| 490964 - | 2011 DX36                | 21 giugno 2007    | Mt. Lemmon Survey |
| 490965 - | 2011 DC38                | 26 gennaio 2011   | Mt. Lemmon Survey |
| 490966 - | 2011 DT46                | 24 aprile 2006    | Spacewatch        |
| 490967 - | 2011 DG51                | 26 febbraio 2011  | CSS               |
| 490968 - | 2011 EL5                 | 30 gennaio 2011   | Pan-STARRS 1      |
| 490969 - | 2011 EV6                 | 14 luglio 2009    | Spacewatch        |
| 490970 - | 2011 EA9                 | 26 gennaio 2010   | WISE              |
| 490971 - | 2011 EH9                 | 22 febbraio 2011  | Spacewatch        |
| 490972 - | 2011 ES27                | 6 marzo 2011      | Mt. Lemmon Survey |
| 490973 - | 2011 EH31                | 5 marzo 2011      | CSS               |
| 490974 - | 2011 EZ35                | 26 febbraio 2011  | Spacewatch        |
| 490975 - | 2011 EL58                | 12 marzo 2011     | Mt. Lemmon Survey |
| 490976 - | 2011 EW61                | 20 novembre 2009  | Mt. Lemmon Survey |
| 490977 - | 2011 EK72                | 11 marzo 2011     | Spacewatch        |
| 490978 - | 2011 EE73                | 12 luglio 2007    | OAM               |
| 490979 - | 2011 EZ81                | 25 febbraio 2011  | Spacewatch        |
| 490980 - | 2011 EW83                | 4 febbraio 2005   | Mt. Lemmon Survey |
| 490981 - | 2011 EN85                | 23 febbraio 2011  | Pan-STARRS 1      |
| 490982 - | 2011 FA2                 | 9 novembre 2009   | Mt. Lemmon Survey |
| 490983 - | 2011 FV21                | 26 marzo 2011     | Mt. Lemmon Survey |
| 490984 - | 2011 FE22                | 25 febbraio 2010  | WISE              |
| 490985 - | 2011 FG27                | 24 aprile 2006    | Spacewatch        |
| 490986 - | 2011 FN27                | 9 aprile 2010     | WISE              |
| 490987 - | 2011 FO52                | 9 ottobre 2004    | Spacewatch        |
| 490988 - | 2011 FV75                | 1º marzo 2011     | Mt. Lemmon Survey |
| 490989 - | 2011 FM103               | 10 settembre 2007 | Mt. Lemmon Survey |
| 490990 - | 2011 FU103               | 27 febbraio 2010  | WISE              |
| 490991 - | 2011 FU108               | 24 dicembre 2006  | Spacewatch        |
| 490992 - | 2011 FK126               | 25 marzo 2011     | Pan-STARRS 1      |
| 490993 - | 2011 FS133               | 28 gennaio 2011   | Mt. Lemmon Survey |
| 490994 - | 2011 FJ143               | 23 novembre 2006  | Mt. Lemmon Survey |
| 490995 - | 2011 FK147               | 29 settembre 2009 | Mt. Lemmon Survey |
| 490996 - | 2011 FR152               | 30 gennaio 2006   | Spacewatch        |
| 490997 - | 2011 FD154               | 25 febbraio 2011  | Spacewatch        |
| 490998 - | 2011 FC156               | 9 marzo 2011      | Mt. Lemmon Survey |
| 490999 - | 2011 GZ4                 | 1º aprile 2011    | Mt. Lemmon Survey |
| 491000 - | 2011 GL7                 | 10 settembre 2007 | Spacewatch        |